# Heinrich Friedrich Plate
Heinrich Friedrich Plate (geb. 29. Juni 1824 in Walsrode; gest. 24. Februar 1895 in Hamburg) war ein deutscher Lithograf und Fotograf. Er besaß von 1858 bis 1880 ein Foto-Atelier in Hamburg am Jungfernstieg 6.

## Leben

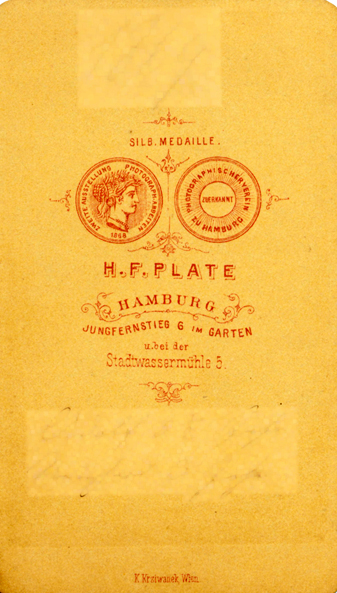
Rückseite einer Carte de Visite mit Abbildung der 1868 gewonnenen Medaille (VS und RS)

Heinrich Friedrich Plate war ein Sohn des Oberlandes-Oeconomie-Commissairs Conrad Heinrich Plate (1800–1861) und seiner Ehefrau Johanne Henriette Sophie, geb. Meyer (1794–1837).
Plate besuchte von 1840 bis 1842 die Polytechnische Schule in Hannover. Anschließend war Plate bis 1847 Zögling des Rauhen Hauses in Hamburg, für das er ein kleines Festbuch mit lithographischen Arbeiten dekorierte, und für dessen Verlag er unter anderem zwei Stadtpläne von Hamburg und ein Blatt mit dem Titel: „Das Mecklenburgische Rettungshaus in Gehlsdorf“ lithographierte. In den politisch bewegten Jahren 1847 und 1848 besuchte Plate die Akademie der Bildenden Künste in Wien. Danach kehrte er nach Hamburg zurück, wo er ab 1849 mit Henry (Heinrich) Odendahl die lithographische Anstalt „Plate & Odendahl“ in der Gr. Johannisstraße 4 betrieb. Odendahl war ebenso alt wie Plate und stammte aus Köln. Am 31. Dezember 1851 beendeten Odendahl und Plate ihre Partnerschaft. Plate setzte den Betrieb unter eigenem Namen fort. Im Oktober 1854 verlegte er die lithographische Anstalt in die Schauenburger Straße 13.
Ab Oktober 1856 betrieb Plate mit Friedrich Wilhelm Sans ein am Jungfernstieg 6 bestehendes Daguerreotypie-Atelier, führte aber seinen Lithographie-Betrieb fort. Ein halbes Jahr später wurde die Partnerschaft mit Sans aufgelöst. Nachdem Plate die Leitung seines „Photographischen Ateliers“ am 13. Juni 1857 Oscar Fielitz (1824–1859) übertragen hatte, bot er die Herstellung von Ambrotypien und Stereographien an. Fielitz verließ das Atelier nach weniger als einem Jahr.
Plate nahm Ende 1868 in Hamburg an der Dritten Ausstellung für photographische Arbeiten teil. Er war Ersatz-Mitglied der Ausstellungskommission. Für seine Porträts wurde er mit einer silbernen Medaille geehrt. Plate erhielt weitere Auszeichnungen für seine Arbeiten, darunter den 1. Preis des „Photographischen Vereins zu Hamburg“ und eine Silbermedaille auf der „Zweiten Ausstellung photographischer Arbeiten“, ebenfalls in Hamburg.
Am 8. September 1850 hatte Plate in Hamburg Elisabeth Petronella Streich (1827–1869) geheiratet. Aus dieser Ehe gingen mehrere Kinder hervor. Elisabeth Petronella Plate starb 1869 im Kindbett nach der Geburt einer Tochter. Plates Söhnen waren die Fotografen Gustav Ferdinand (1854–1898) und Alfred Wilhelm Amandus (1862–1931), die beide auswanderten. Alfred William Amandus Plate, der schon in seiner Jugend das Fotografenhandwerk von seinem Vater erlernt hatte, gründete das Fotoatelier Plâté & Co. in Colombo (Ceylon/Sri Lanka).
Ab 1871 war Plate in zweiter Ehe mit Caroline Henriette Pieper verheiratet.
Gegen Ende seines Lebens betrieb Plate ein Atelier in den Großen Bleichen 46.